# Trzęsienie ziemi w Ekwadorze (2016)

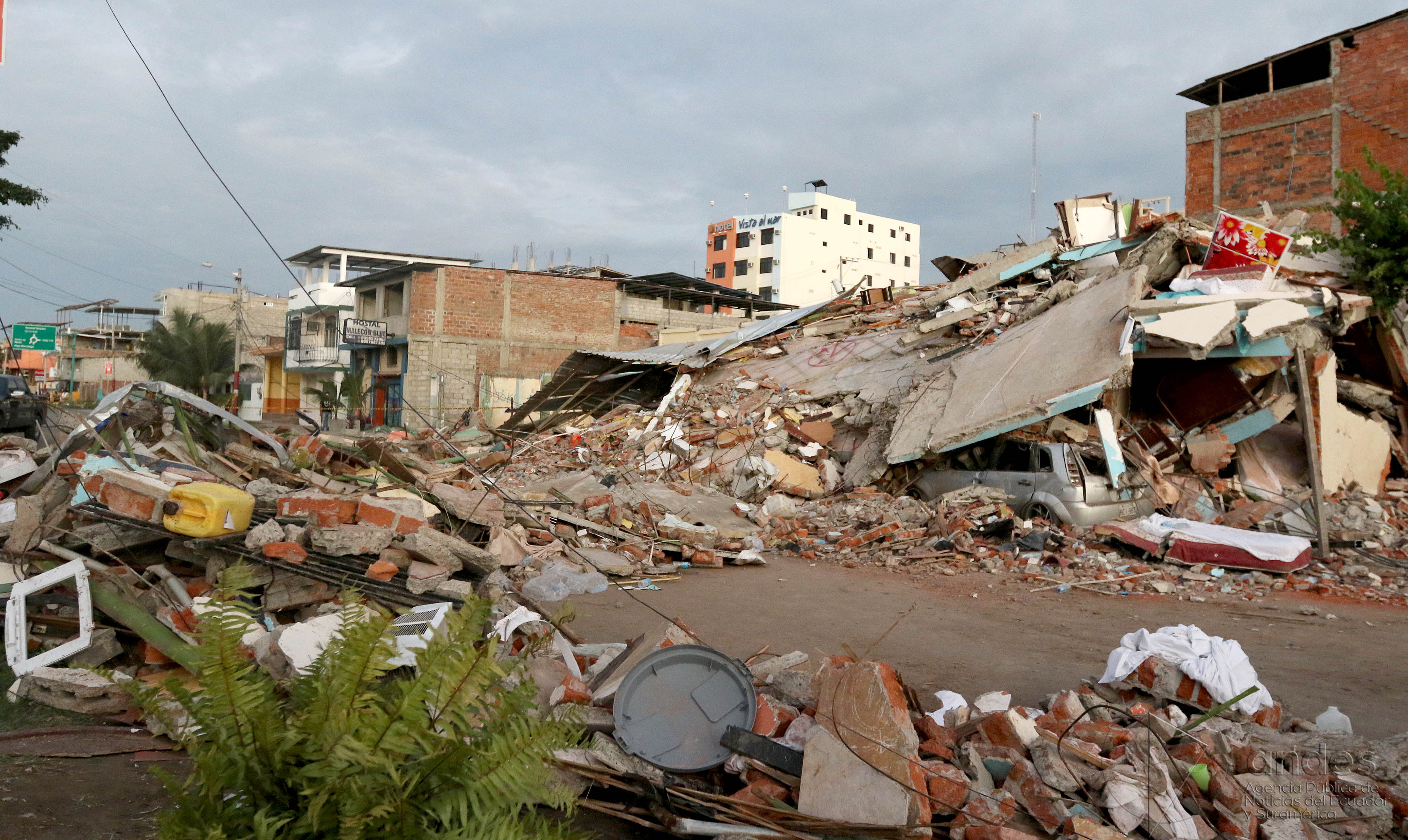
Zniszczone budynki w Manta.

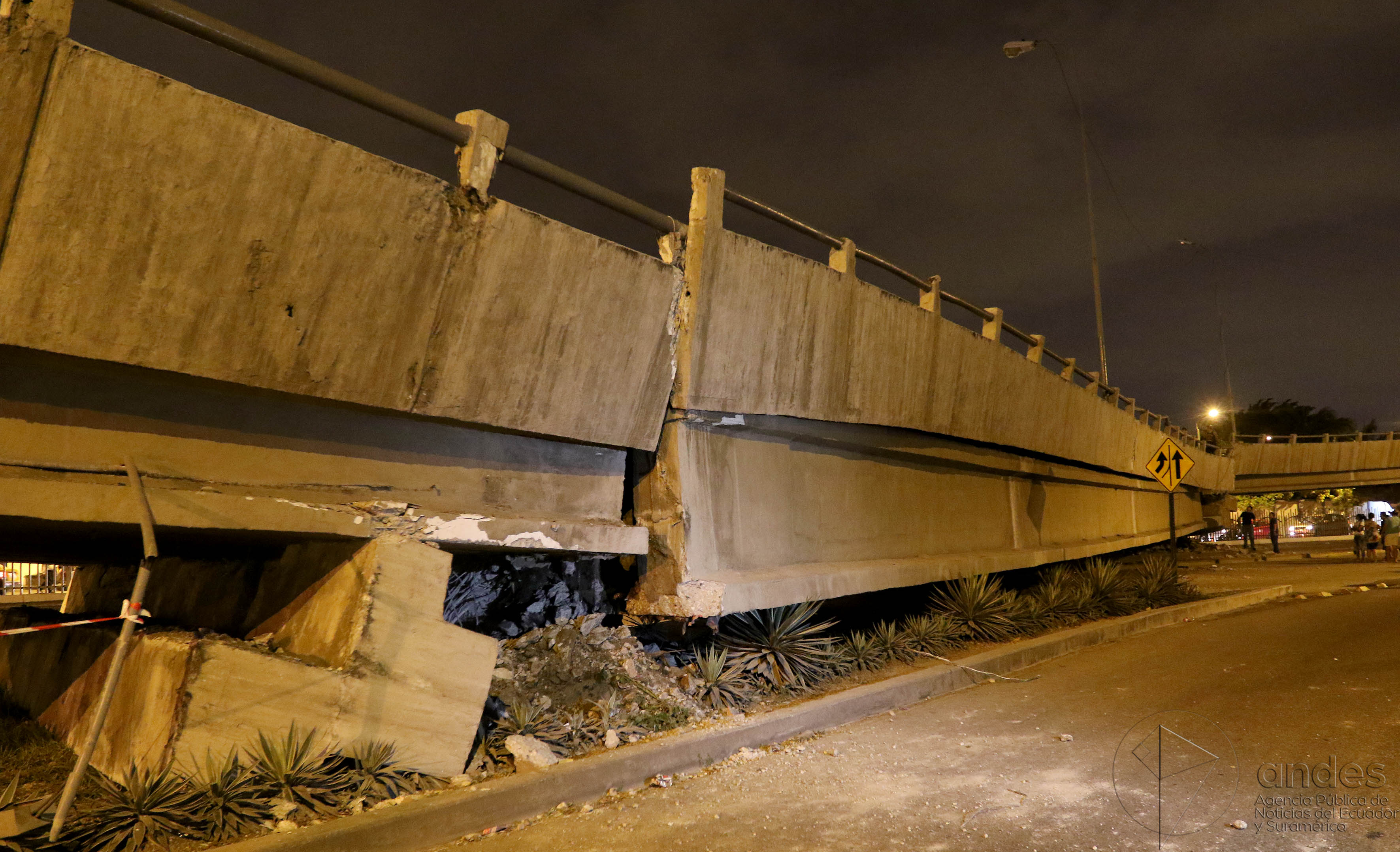
Zniszczona estakada w Guayaquil.

Trzęsienie ziemi w Ekwadorze w 2016 – trzęsienie ziemi o magnitudzie 7,8, jakie miało miejsce w północno-zachodniej części Ekwadoru, w dniu 16 kwietnia 2016 roku, powodując zniszczenia i 673 ofiary śmiertelnych.

## Trzęsienie ziemi
Epicentrum trzęsienia znajdowało się 27 kilometrów na południowy wschód od miasta Muisne, w odległości ponad 170 kilometrów od stolicy kraju, Quito. Hipocentrum było na niewielkiej głębokości 19,2 km.
Odnotowano również około 900 wstrząsów wtórnych, w tym jeden o magnitudzie 6,2 (20 kwietnia o godz. 3.33) oraz o sile 5,7 stopnia (22 kwietnia o godz. 20:24). Trzęsienie ziemi było odczuwalne w całym Ekwadorze i było to najsilniejsze trzęsienie w tym kraju od 1979 roku oraz najtragiczniejsze trzęsienie ziemi w Ameryce Południowej od trzęsienia ziemi w roku 1999 w Kolumbii. Wstrząsy były również odczuwalne w Kolumbii i Peru.

## Akcja ratunkowa
Wprowadzono stan wyjątkowy w sześciu prowincjach kraju.
Wśród najbardziej dotkniętych przez kataklizm miast znalazło się Pedernales (ok. 30 km na południowy zachód od epicentrum), duże zniszczenia odnotowano również w miastach Portoviejo, Manta i Guayaquil.
Według hiszpańskiego Czerwonego Krzyża pomocy może potrzebować od 70 do 100 tysięcy osób, w tym od 3 do 5 tysięcy osób pozostających bez schronienia.
Podczas akcji ratunkowej uratowano 113 osób i udzielono pomocy 51 376 osobom (w tym 4605 rannym), a 22 421 osób zostało umieszczone w obozach dla poszkodowanych.
Do pomocy na obszary dotknięte trzęsieniem ziemi wysłano 10 tysięcy żołnierzy, 3,5 tysiąca policjantów i 500 strażaków. Pomocy udzieliły również Argentyna, Boliwia, Chile, Francja, Hiszpania, Kolumbia, Kuba, Meksyk, Norwegia, Palestyna, Panama, Peru, Salwador, Szwajcaria, Unia Europejska, Wenezuela, Węgry, Włochy i inne organizacje.

## Ofiary
| Narodowość      | Ofiary śmiertelne | Ranni  |
| --------------- | ----------------- | ------ |
| Ekwador         | 635               | 27 728 |
| Kolumbia        | 11                | 1      |
| Kuba            | 6                 | 0      |
| Kanada          | 4                 | 3      |
| Dominikana      | 1                 | 0      |
| Hiszpania       | 1                 | 0      |
| Niemcy          | 1                 | 0      |
| Wielka Brytania | 1                 | 0      |
| Włochy          | 1                 | 0      |
| Razem           | 661               | 27 732 |

Trzęsienie ziemi pochłonęło 660 ofiar śmiertelnych, w tym 649 w prowincji Manabí: 210 w Manta, 173 w Pedernales, 133 w Portoviejo, 38 w San Vicente, 36 w Canoa, 28 w Jama, 28 w Sucre, 11 w Bolivar, 11 w Calceta, 28  10 w Bahía, 8 w El Carmen, 6 w Chone, 6 w Rocafuerte, 5 w Flavio Alfaro i 1 w Tosagua; w prowincji Guayas: 6 w Guayaquil, 2 w Daule i 1 w Samborondón; w prowincji Santo Domingo de los Tsáchilas: 2 w San Jacinto del Búa, 1 w Santo Domingo i w La Concordia; w prowincji Chimborazo: 1 w Colta; w prowincji Pichincha: 1 w Quito.
Prezydent Rafael Correa oświadczył, że koszty odbudowy kraju sięgną 3 mld dolarów (ok. 13% PKB).
Ocenia się, że w wyniku trzęsienia ziemi zawaliło się prawie 7000 budynków – w tym 30 hoteli w Pedernales, w których zginęły 154 osoby, poza tym zniszczonych zostało 2740 budynków i 560 szkół.